# Alexandra Feodorovna (Carlota da Prússia)
Alexandra Feodorovna (em russo: Александра Фёдоровна; Berlim, 13 de julho de 1798 – Tsarskoye Selo, 1 de novembro de 1860), foi a esposa do imperador Nicolau I e Imperatriz Consorte da Rússia de 1825 até 1855. Nascida princesa Carlota da Prússia, era a terceira filha, a primeira menina, do rei Frederico Guilherme III da Prússia e de sua esposa a princesa Luísa de Mecklemburgo-Strelitz.

## Princesa da Prússia
Alexandra Feodorovna nasceu no dia 13 de julho de 1798 no Palácio de Charlotemburgo, como princesa Frederica Luísa Carlota Guilhermina da Prússia. Foi a filha mais velha sobrevivente e quarta criança de Frederico Guilherme III, rei da Prússia, e de Luísa de Mecklemburgo-Strelitz, sendo irmã de Frederico Guilherme IV da Prússia e de Guilherme I da Alemanha.
A infância da princesa Carlota foi marcada pelas Guerras Napoleónicas. Depois de a França derrotar o exército do Reino da Prússia, a princesa Carlota e a sua família foram forçados a fugir para a Prússia Oriental, onde lhes foi dada protecção do czar Alexandre I da Rússia. Pouco depois, Berlim foi conquistada por Napoleão Bonaparte e a princesa cresceu em Memel (atual Klaipėda), Prússia, uma cidade atormentada pela guerra. A sua mãe morreu em 1810, pouco depois Carlota completar doze anos de idade e recordou-a sempre com carinho. Desde os seus primeiros anos de infância, a princesa ocupava o primeiro lugar no ranking feminino da Prússia, como filha mais velha do rei viúvo. Até à sua morte, Carlota ficaria muito ligada à Prússia e à sua família.

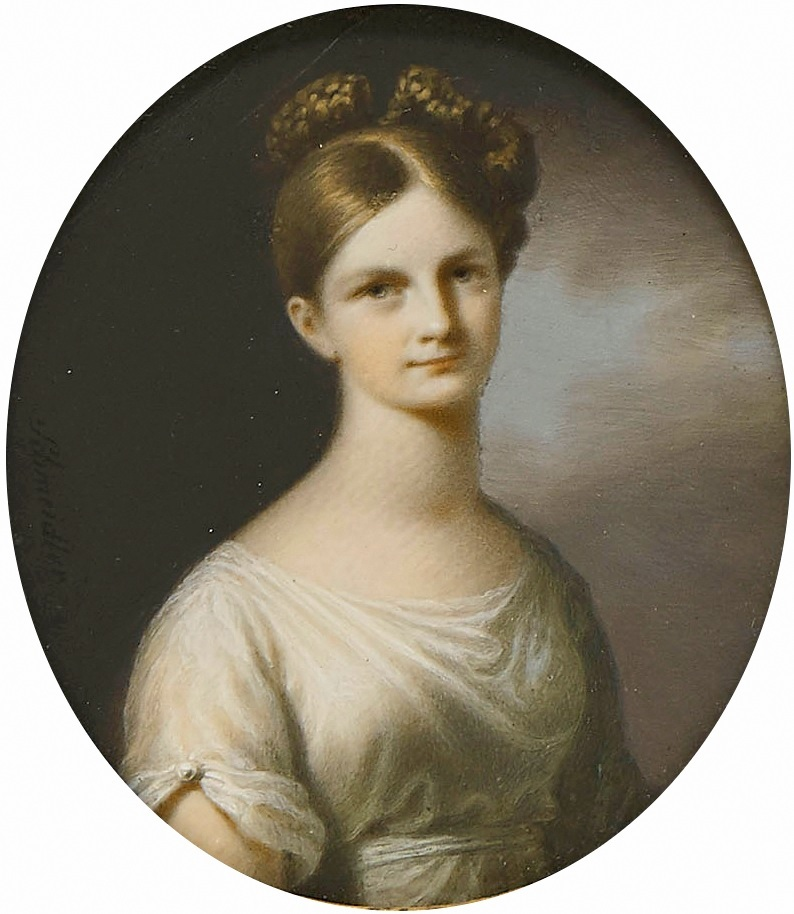
Carlota quando criança

No outono de 1814, o grão-duque Nicolau Pavlovich da Rússia, (o futuro czar Nicolau I) e o seu irmão, o grão-duque Miguel Pavlovich, visitaram Berlim. Foram feitos acordos entre as duas famílias reais para que Nicolau se casasse com a princesa Carlota e, na segunda visita, realizada no ano seguinte, Nicolau apaixonou-se pela jovem princesa de dezassete anos. Este sentimento era mútuo. Gosto dele e tenho a certeza que vou ser feliz com ele, escreveu Carlota ao seu irmão, O que temos em comum é a nossa vida interior; deixa que o mundo faça o que quiser, nos nossos corações temos um mundo só nosso. De mãos dadas, os dois passearam pelos campos de Potsdam e foram à Ópera de Berlim. No final da visita, o grão-duque Nicolau e a princesa Carlota estavam noivos. O casamento apenas aconteceria dois anos mais tarde.
No dia 9 de junho de 1817, a princesa Carlota chegou à Rússia com o seu irmão Guilherme. Depois de chegar a São Petersburgo, converteu-se à Igreja Ortodoxa Russa e mudou de nome para Alexandra Feodorovna. No dia em que completou dezanove anos de idade, a 13 de julho de 1817, Alexandra casou-se com Nicolau na Capela do Palácio de Inverno. Senti-me muito, muito feliz quando as nossas mãos se tocaram, escreveu ela mais tarde sobre o seu casamento. Com completa confiança e determinação, entreguei a minha vida nas mãos do meu Nicolau e ele nunca a traiu.

## Grã-Duquesa da Rússia
No início, Alexandra teve dificuldades a adaptar-se à corte russa. A mudança de religião estava a afectá-la e sentia-se dominada pelo novo ambiente. Ganhou a simpatia da sua sogra, Maria Feodorovna, mas não tinha uma boa relação com a sua cunhada, a imperatriz Isabel Alexeievna, esposa do czar Alexandre I. 

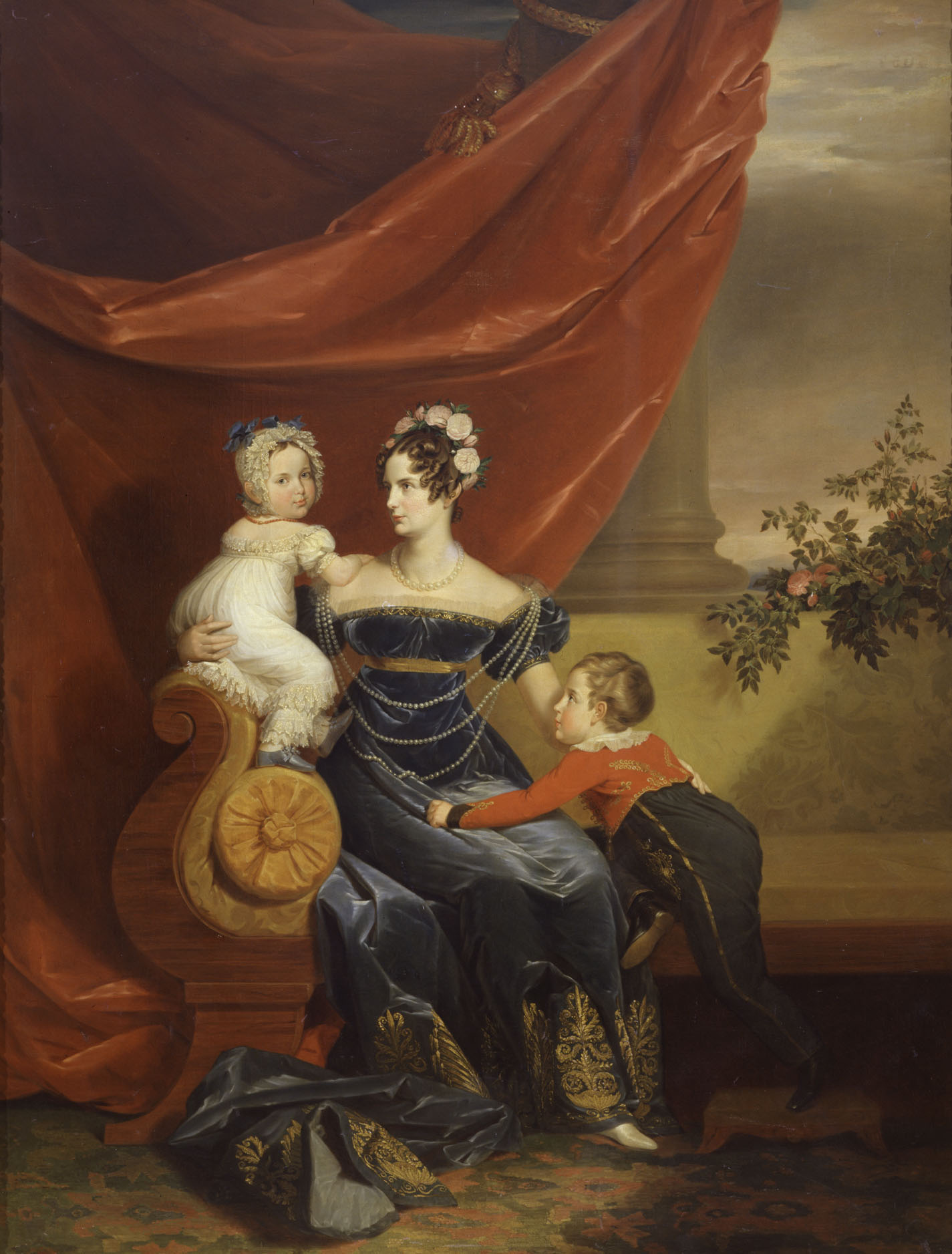
A Grã-Duquesa Alexandra com o filho Alexandre e a filha Maria c. 1820. Por George Dawe, no Museu Russo.

Poucas semanas depois do casamento, Alexandra estava grávida. No dia 17 de abril de 1818, deu à luz o seu primeiro filho, o futuro czar Alexandre II, e, no ano seguinte, foi a vez da sua primeira filha, a grã-duquesa Maria Nikolaevna da Rússia. Em 1820, Alexandra deu à luz uma bebé morta na sua terceira gravidez em três anos, o que a levou a cair numa depressão profunda. Os seus médicos aconselharam-na a tirar férias e nesse outono, Nicolau levou-a a ver a família em Berlim, onde ficou até ao verão de 1821, regressando novamente no verão de 1824. O casal não regressou a São Petersburgo até março de 1825 quando o czar Alexandre I os chamou à sua presença.
Alexandra Feodorovna passou os seus primeiros anos na Rússia a tentar aprender a língua e os costumes adoptados no país, tendo como tutor o poeta Vasily Zhukovsky, que descreveu como sendo demasiado bom poeta para ser um bom professor. A família imperial falava em alemão e escrevia as suas cartas em francês. Consequentemente, Alexandra nunca dominou completamente a língua russa.
Nicolau e Alexandra Feodorovna eram pessoas privadas que gostavam muito da companhia um do outro. Mais tarde Alexandra falou nas suas memórias dos seus primeiros anos na Rússia: Nós os dois só estávamos verdadeiramente felizes quando estávamos sozinhos nos nossos aposentos, comigo sentada nos joelhos dele onde era carinhoso e gentil. Por oito anos, durante o reinado do czar Alexandre I, o casal viveu calmamente, sem nunca desejar ocupar o trono. Alexandre I não teve filhos e o seu herdeiro escolhido, o grão-duque Constantino Pavlovich da Rússia, renunciou os seus direitos de sucessão em 1822, fazendo assim com que o grão-duque Nicolau se tornasse o novo czarevich.
Em 1825, Alexandra recebeu do seu cunhado Alexandre I, o Palácio de Peterhof, onde ela e Nicolau viveram felizes os seus primeiros anos de vida em comum na Rússia. O palácio seria para sempre a sua residência de verão preferida.

## Personalidade

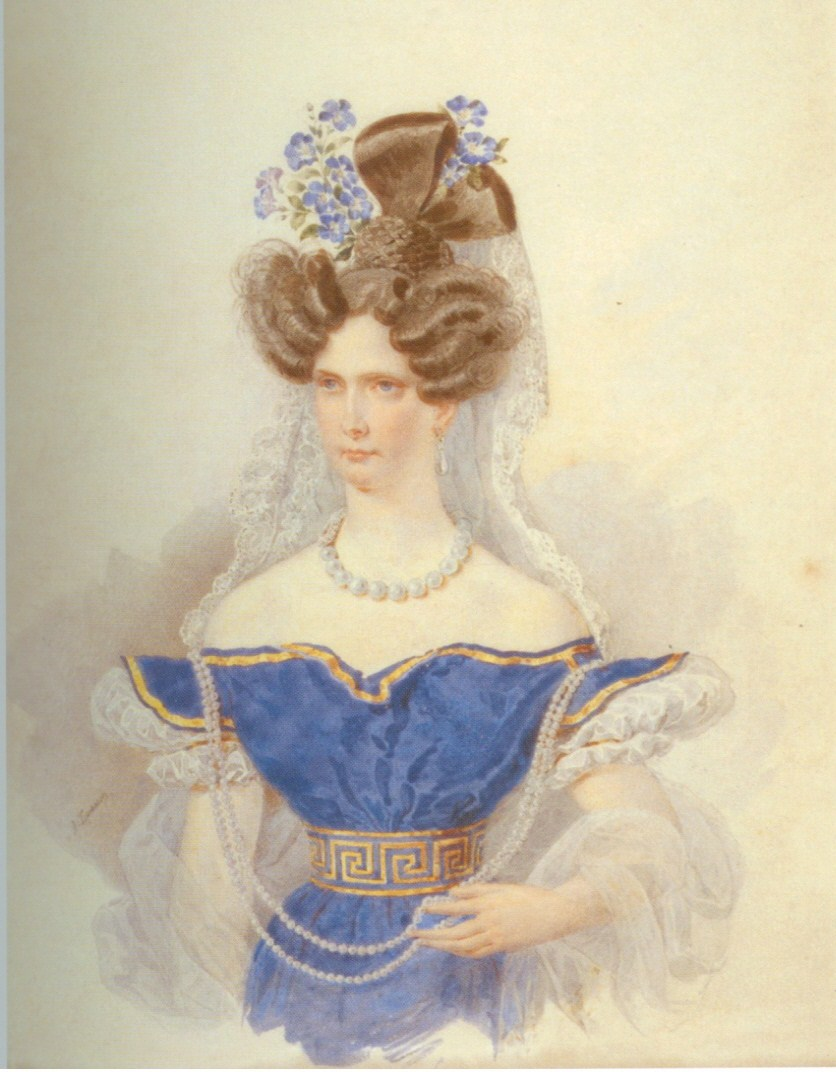
Alexandra na década de 1830.

Alexandra era alta, esguia, com uma cabeça pequena e feições refinadas. Os seus olhos azuis eram profundos. Tinha o porte de uma rainha. Os seus passos eram rápidos e delicados. Era frágil e sofria de uma saúde fraca. A sua voz era baixa, mas falava com rapidez e decisão.
Alexandra lia muito e gostava de música. Era gentil e gostava de privacidade e simplicidade. Vestia-se com elegância, tendo uma preferência especial por cores vivas e joias vistosas. Sem ser arrogante ou frívola, Alexandra era inteligente e tinha uma memória excelente. A sua compreensão era vasta e o seu julgamento de homens continha sempre uma ponta de ironia. Contudo, não tinha um interesse activo em política e cumpriu o papel de imperatriz consorte sem se mostrar activa na esfera pública. Adorava a sua família e chegou mesmo a ganhar tiques faciais durante o período da Revolta Dezembrista por causa dos planos que existiam para assassinar a família imperial. Os tiques faciais eram um traço existente nas famílias reais alemãs, russas e britânicas em muitos dos seus ramos.
Para ela, a Rússia resumia-se na figura do seu adorado marido. Impondo a sua autoridade nesta criatura frágil, irresponsável e delicada, Nicolau destruiu a individualidade de Alexandra. O seu marido não lhe dava espaço para reflectir ou para encontrar outra ocupação que não a de esposa e mãe dedicada.

## Imperatriz da Rússia

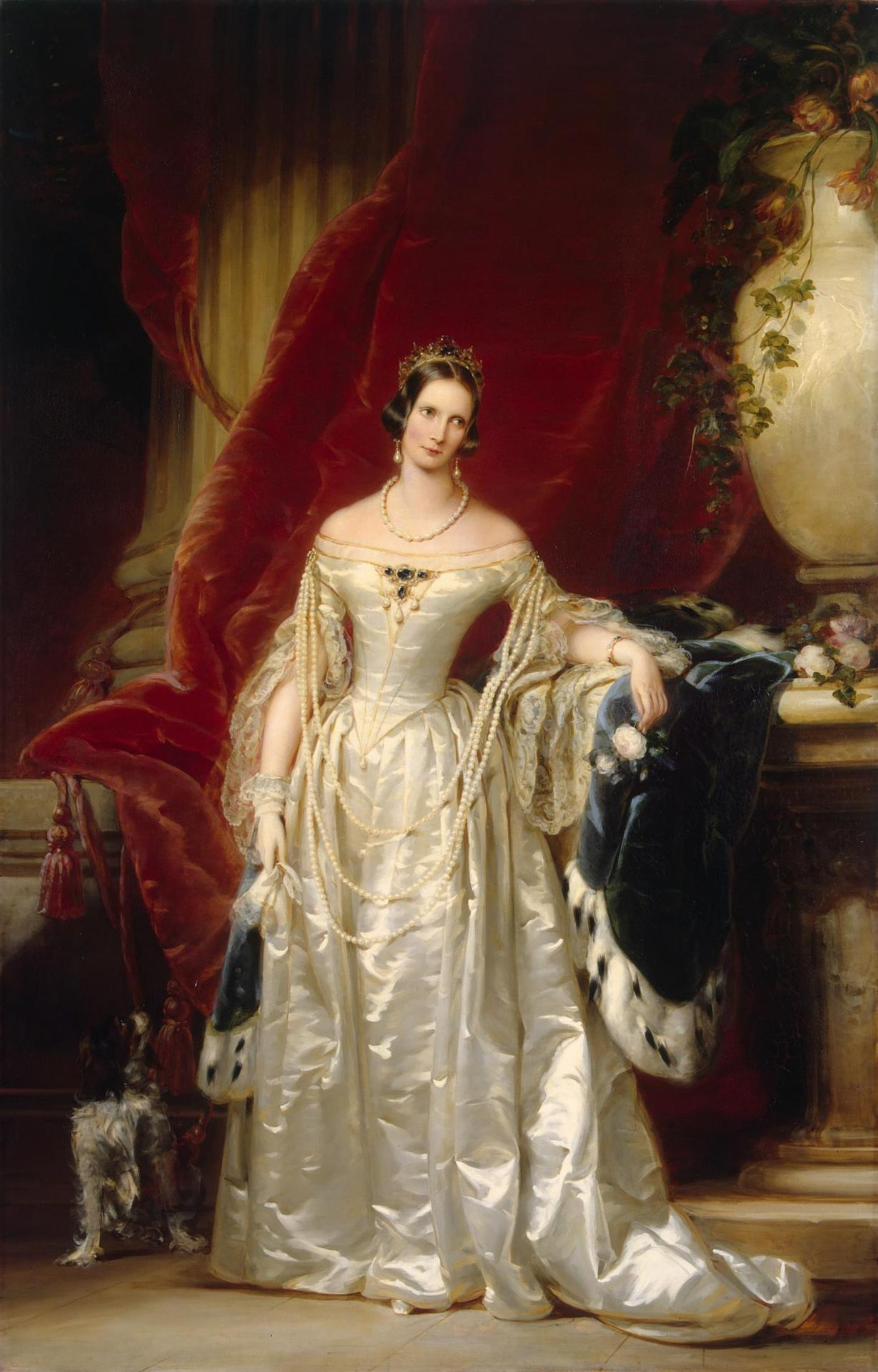
Alexandra na década de 1840.

Alexandra Feodorovna tornou-se imperatriz consorte quando o seu marido Nicolau I subiu ao trono a Dezembro de 1825. Foi um período turbulento, marcado pela repressão sangrenta da Revolta Dezembrista.
Em 1832, Nicolau e Alexandra tinham sete filhos que criaram com carinho. Nicolau I nunca vacilou no amor que sentia pela sua esposa a quem chamava “Mouffy”. Em 1837, quando grande parte do Palácio de Inverno foi destruído num incêndio, Nicolau terá dito a um ajudante, Deixa que se queime tudo, salva só a caixa de madeira de cartas que a minha mulher me escreveu quando era minha noiva que está no meu escritório .
Foi apenas depois de vinte-e-cinco anos de fidelidade que Nicolau arranjou uma amante. Era uma as damas-de-companhia de Alexandra, chamada Barbara Nelidova e os encontros começaram quando Alexandra foi proibida pelos médicos de qualquer actividade sexual devido à sua fraca saúde. Apesar de tudo, Nicolau continuou a procurar conforto junto da sua esposa. Felicidade, alegria e repouso — isto é o que procuro e encontro na minha velha Mouffy. Escreveu ele.
Em 1845, Nicolau chorou quando os médicos aconselharam a imperatriz a ficar em Palermo durante vários meses devido à sua saúde. Deixem-me ficar com a minha mulher, implorou ele aos médicos e, quando descobriu que ela não tinha escolha, fez planos para se juntar à esposa, nem que fosse por pouco tempo. Barbara Nelidova foi com ele e, embora Alexandra tivesse ciúmes no início, acabou por aceitar o caso e permaneceu amiga da amante do marido.

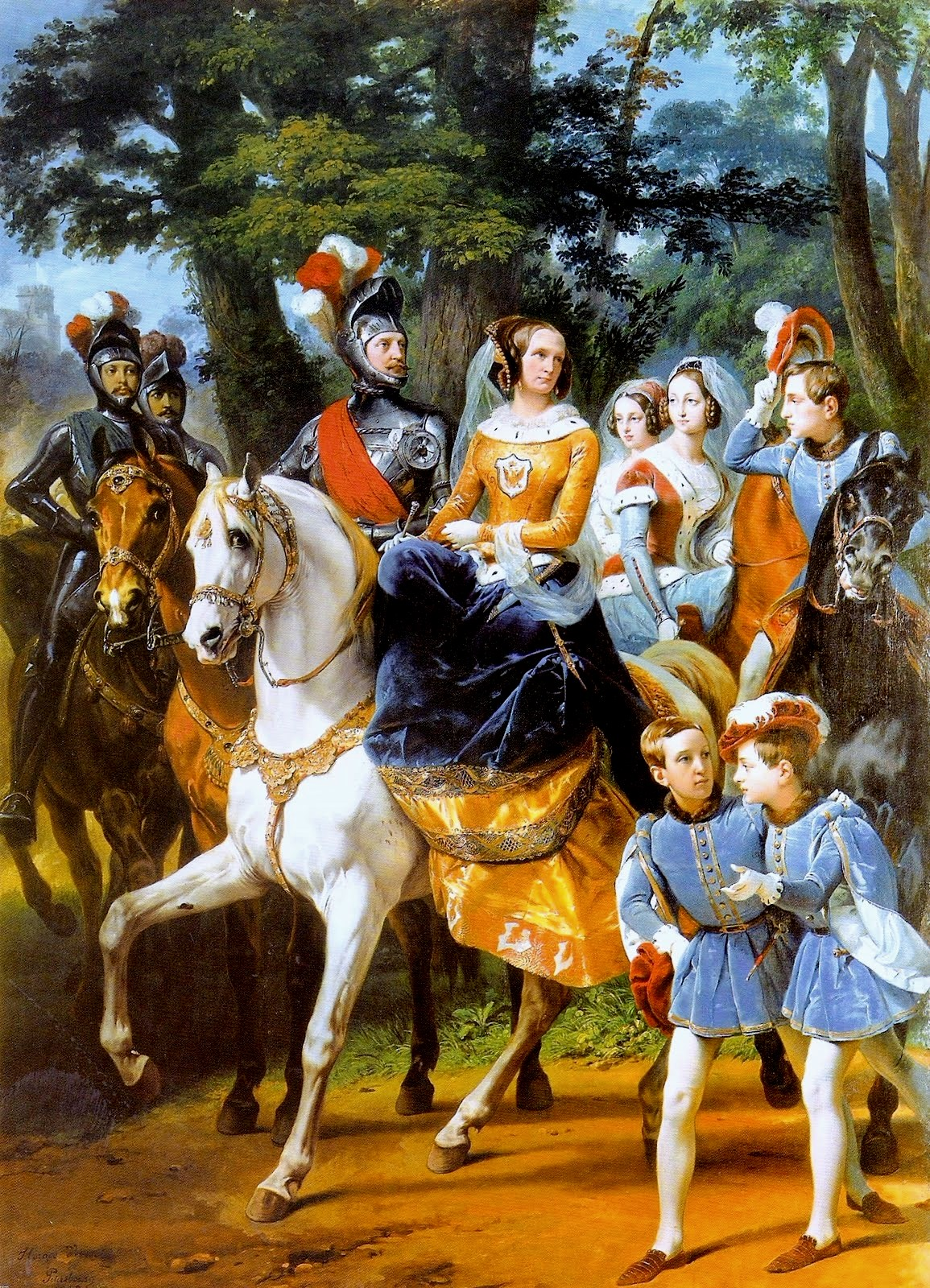
Alexandra com seu marido e filhos em 1842.

A imperatriz Alexandra Feodorovna sempre foi frágil e sofreu fraca saúde. Aos quarenta anos, parecia muito mais velha do que era e tornava-se cada vez mais magra. Durante muito tempo sofreu de um tique nervoso que se tornou num tremor convulsivo que a fazia abanar a cabeça.
Em 1837, a imperatriz escolheu um resort na Crimeia como nova residência. Lá, Nicolau mandou construir o Palácio de Oreanda em sua honra, mas ela apenas o podia visitar de vez em quando. A Guerra da Crimeia começou em 1852. 
Em finais de 1854, Alexandra Feodorovna ficou muito doente e esteve muito próxima de morrer, mas conseguiu recuperar. Em 1855, Nicolau I contraiu gripe e morreu no dia 18 de fevereiro desse ano.

## Imperatriz viúva

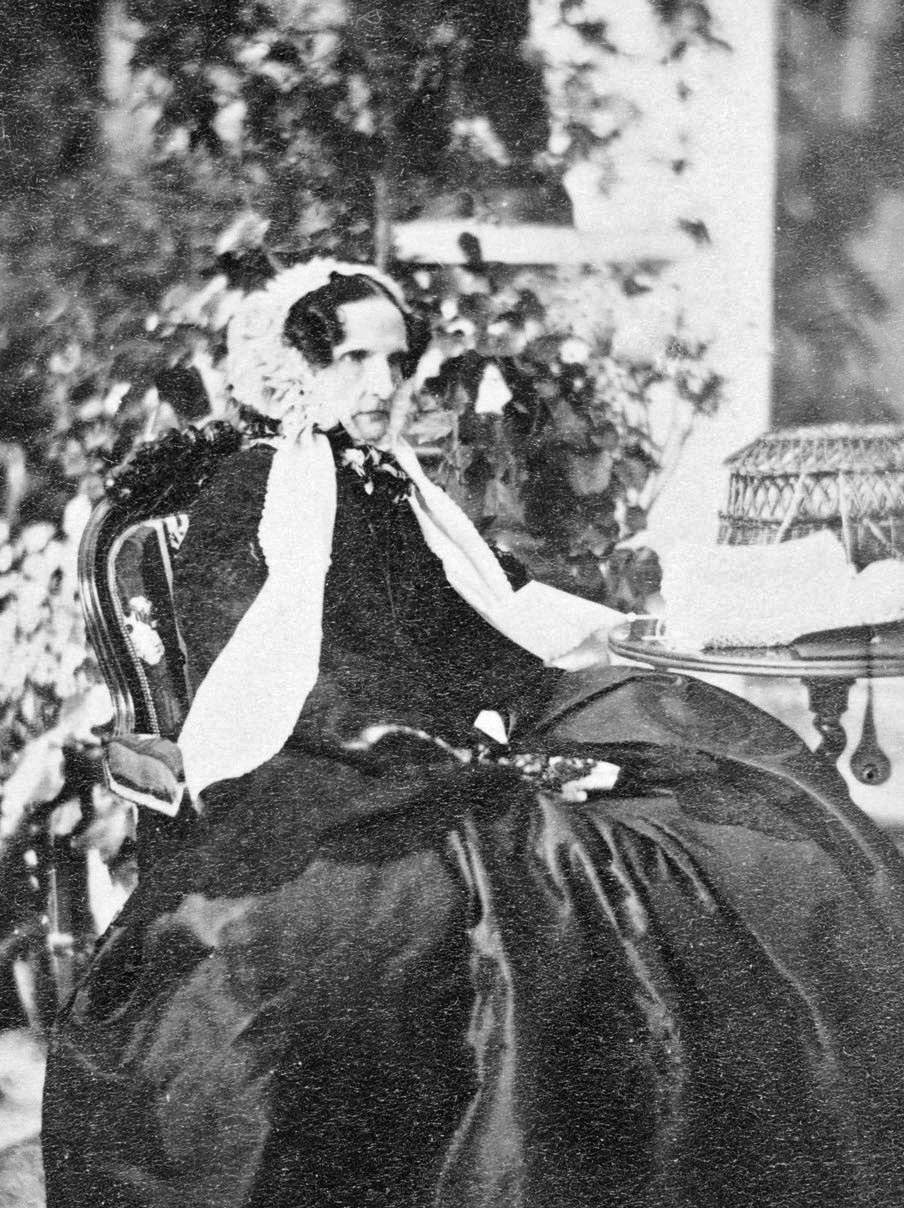
A imperatriz-viúva Alexandra em 1860.

Alexandra Feodorovna viveu mais cinco anos que o marido. Retirou-se para o Palácio de Alexandre em Czarskoe Selo e manteve-se amiga da amante do marido que se tornou na sua leitora pessoal.
A saúde da imperatriz viúva foi-se deteriorando com o passar do tempo. Incapaz de suportar os duros invernos russos, foi forçada a passá-los no estrangeiro. Em setembro de 1859 escreveu: Tenho saudades do meu país e sinto-me mal por custar tanto dinheiro numa altura em que a Rússia precisa de todos os rublos. Mas tusso e os meus pulmões doentes não aguentam o clima. No outono de 1860, os seus médicos disseram-lhe que não iria sobreviver a outro inverno se não fosse para o sul. Sabendo do perigo, preferiu ficar em São Petersburgo, para que, se a morte chegasse, isso acontecesse em solo russo. Na noite antes da sua morte, ouviram-na a dizer: Nicky, vou ter contigo. Morreu durante o sono aos sessenta-e-dois anos de idade no dia 1 de novembro de 1860, no Palácio de Alexandre em Tsarskoye Selo.

## Descendência
- Alexandre II (1818-1881) - tornou-se imperador em 1855 e foi apelidado de "o Libertador" pela Reforma Emancipadora de 1861. Foi casado desde 1841 com a princesa Maria de Hesse e Reno, com quem teve 8 filhos. Após ficar viúvo em 1880 contraiu um casamento morganático com sua amante de longa data, Catarina Dolgorukov, pouco antes de ser assasinado em 1881 por um terrorista.
- Maria Nikoalevna (1819-1876) - apelidada de ''Masha'', era muito parecida com seu pai e demonstrou aptidão para trabalhos artísticos desde cedo. Casou-se em 1839 com o Duque Maximiliano de Leuchtenberg, com a condição de permanecer na Rússia após o casamento. Tendo fixado residência na Rússia, Maria recebeu um grandioso palácio como presente de casamento, onde criou seus 7 filhos. Sua aptidão e gosto para artes a tornou Presidente da Academia das Arte. Após ficar viúva, casou-se morganatiacemente em 1854 com o Conde Grigori Stroganov, de quem teve 1 filha. Após o segundo casamento, ela viveu principalmente em Florença até sua morte em 1876.
- FIlha Nanimorta (1820)
- Olga Nikolaevna (1822-1892) - apelidada de ''Ollie'', era atraente, culta e inteligente, atraindo vários pretendentes. Ao contrário das irmãs, contraiu um casamento dinástico, casando-se em 1846 com o príncipe-herdeiro Carlos de Württemberg. O casamento permaneceu sem filhos (uma vez que Carlos era homossexual) e o casal adotou sua sobrinha Vera, filha o irmão mais novo de Olga, Constantino. Em 1864 Olga tornou-se rainha de Württemberg e foi muito popular entre a população do reino até sua morte em 1892.
- Filha Nanimorta (1823)
- Alexandra Nikolaevna (1825-1844) - apelidada de ''Adini'', era supostamente a filha favorita dos seus pais, e única que herdou “o aspecto prussiano” da mãe. Conhecida por sua beleza e alegria, casou-se em 1844 com o príncipe Frederico Guilherme de Hesse-Cassel em São Petersburgo. Sofrendo de tuberculose, no mesmo ano do casamento deu a luz prematuramente a um filho que morreu após o nascimento, sendo seguido pela morte da própria Alexandra poucas horas depois.
- Constantino Nikolaevich (1827-1892) - casou-se em 1848 com a bela princesa Alexandra de Saxe-Altemburgo, com quem teve 6 filhos. Desde cedo havia sido destinado a carreia na marinha e durante o reinado de seu irmão mais velho, ele foi almirante da frota russa e introduziu grandes reformas na Marinha Russa. Foi também uma figura central na emancipação dos servos na Rússia. Teve menos sucesso como vice-rei da Polónia e teve de ser chamado de volta à Rússia onde foi atacado pelo seu liberalismo. Com o passar dos anos, teve vários casos extra-conjugais, chegando a constituir uma segunda família. Nos últimos anos viveu afastado da corte pelo sobrinho Alexandre III (que não simpatizava com ele por suas ideias liberais e sua infidelidade) falecendo em 1892.
- Nicolau Nikolaevich (1831-1891) - chamado de ''Nizi'', foi o menos promissor dos filhos de Nicolau I. Casou-se em 1856 com uma parente distante, a princesa Alexandra de Oldemburgo, de quem teve apenas 2 filhos e logo cansou-se, iniciando inúmeros casos amorosos. Em certa altura, Nicolau expulsou a esposa do palácio e constituiu uma segunda família com sua amante. Seguiu uma carreira no exército, ficando conhecido por sua participação medíocre como comandante militar na Guerra Russo-Turca de 1877-1878, assim como por irregularidades financeiras, de receber subornos e desviar dinheiro do governo. Nicolau esbanjou sua grande fortuna de forma inconsequente, contraindo várias dívidas. Nos últimos anos ele  perdeu a sanidade e  tornou-se uma companhia extremamente desagradável e descontrolável. Sua morte em 1891 não foi particularmente sentida pelos parentes e seu enorme palácio em São Petersburgo foi vendido para pagar suas dívidas.
- Miguel Nikolaevich (1832-1909) - o mais novo da família, foi descrito na como muito belo e viril e ingressou na carreira militar muito cedo com seu irmão mais velho Nicolau. Casou-se por amor em 1857 com a princesa Cecília de Baden, sendo o único dos filhos de Nicolau I que foi fiel a esposa. Durante o reinado do seu irmão, Miguel foi nomeado vice-rei do Cáucaso, desempenhando com êxito essa função. Governou o cáucaso por quase 20 anos, vivendo em Tbilisi com sua esposa e seus 7 filhos. No reinado de seu sobrinho Alexandre III, Miguel e sua família deixaram o cáucaso e retornaram para São Petersburgo, onde eram muito respeitados e apreciados. Nos últimos anos, e após a morte de seus irmãos, Miguel tornou-se uma respeitada figura patriarcal na família, falecendo em 1909.